# Ochotnicza Straż Pożarna w Sadownem
Ochotnicza Straż Pożarna w Sadownem – organizacja społeczna powstała w 1919 w Sadownem, zrzeszona w Związku Ochotniczych Straży Pożarnych RP, a od 2003 roku wchodząca w skład Krajowego Systemu Ratowniczo-Gaśniczego.

## Historia
Straż Ogniowa Ochotnicza w Sadownem powstała w 1917. Inicjatorem jej powstania był miejscowy felczer Michał Pruszkiewicz. Potrzeba zorganizowania straży związana była z nawiedzającymi wsie pożarami, które niszczyły niekiedy cały życiowy dobytek. Stąd potrzeba ta stała się dla mieszkańców wsi priorytetem.
W pierwszych władzach OSP znaleźli się Jan Olton (prezes) i Michał Pluszkiewicz (naczelnik).
Pierwszym profesjonalnym sprzętem była ręczna sikawka zakupiona przez gminę. Wkrótce po wojnie roku 1920 zostały zakupione dwa beczkowozy, kilka drabin i bosaków oraz mosiężne hełmy. Strażnica powstała w 1922 na placu podarowanym straży przez władze gminy. II wojna światowa przerwała proces organizowania się straży w Sadownem. Po jej zakończeniu ponownie przystąpiono do reorganizacji struktur OSP. Oprócz ukrywanej w prywatnych domach sikawki ręcznej nic nie pozostało z dotychczasowego dobytku. W 1948 r. zakupiono niezbędny, podstawowy sprzęt gaśniczy i kilka mundurów a rok później przystąpiono do budowy nowej strażnicy.
W 1950 z demobilu został pozyskany samochód Dodge. W tym samym roku jednostce z Sadownego przydzielona została pierwsza jednotłokowa motopompa. 12 lipca 1959 OSP hucznie obchodziło jubileusz 40-lecia działalności. Z tej okazji druhowie otrzymali drugi w swej historii sztandar. W 1969 członkowie OSP przygotowywali się do obchodów złotego jubileuszu. Z wielu powodów uroczystości te jednak nie odbyły się. W 1979 roku tutejsi strażacy ofiarnie walczyli z jedną z większych powodzi, jaka nawiedziła gminę Sadowne. W 1980 w strukturach OSP Sadowne powołana została 20-osobowa drużyna żeńska. 3 września 2003 OSP Sadowne zostało włączone do Krajowego systemu ratowniczo-gaśniczego, co miało duży wpływ na dalszy rozwój jednostki. 26 lipca 2009 hucznie obchodzono 90-lecie istnienia jednostki.

## Baza techniczna

### Remiza
...

### Samochód
pożarniczy star 266 GBA 2,5/20;
pożarniczy Star-Man GBA 2,5/20;
operacyjny Polonez Caro

## Odznaczenia/wyróżnienia
- 1925 - za ofiarną działalność i liczne zasługi OSP została uhonorowana przez okoliczną ludność sztandarem.
- 1959 - OSP otrzymała drugi sztandar.
- 1994 - Złoty medal "Za zasługi dla pożarnictwa"